# (28753) 2000 HA
(28753) 2000 HA est un astéroïde de la ceinture principale de 4,886 km de diamètre découvert en 2000.

## Description
(28753) 2000 HA a été découvert le 18 avril 2000 à l'observatoire de Modra, dans la région de Bratislava, en Slovaquie, par Leonard Kornoš et Adrián Galád.

### Caractéristiques orbitales
L'orbite de cet astéroïde est caractérisée par un demi-grand axe de 2,34 UA, un périhélie de 1,81 UA, une excentricité de 0,22 et une inclinaison de 25,77° par rapport à l'écliptique. Du fait de ces caractéristiques, à savoir un demi-grand axe compris entre 2 et 3,2 UA et un périhélie supérieur à 1,666 UA, il est classé, selon la JPL Small-Body Database, comme objet de la ceinture principale d'astéroïdes.

### Caractéristiques physiques
(28753) 2000 HA a une magnitude absolue (H) de 13,7 et un albédo estimé à 0,295, ce qui permet de calculer un diamètre de 4,886 km. Ces résultats ont été obtenus grâce aux observations du Wide-Field Infrared Survey Explorer (WISE), un télescope spatial américain mis en orbite en 2009 et observant l'ensemble du ciel dans l'infrarouge, et publiés en 2014 dans un article présentant les résultats concernant 2 835 astéroïdes de la ceinture principale.